# オレが私になるまで
『オレが私になるまで』（オレがわたしになるまで）は、佐藤はつきによる漫画作品。作者がPixivで発表していた作品を加筆修正の上、ComicWalkerとニコニコ静画で連載を開始。
作者により「小学生の男の子がある日起きたら、女子小学生になっていて、そのまま戻れずに、年を重ね続けていくお話」と解説されており、主人公が女子高生になるまでの物語であることが予告されている。

## あらすじ
女子が嫌いな小学2年の男子児童藤宮 明は、原因不明の奇病「突発性性転換症候群（作中での架空の病気）」により、ある日突然女の子になってしまった。最初は「いつか男に戻れるはず……」と思っていたが、その後間もなく、もう戻れないことがはっきりしてしまう。しかも男子からは奇異の目で見られ、女子には元々嫌われていて、クラスに居場所がもう無かった。いたたまれなくなって転校し、母方の祖母の住む小樽市で暮らすことになる。
その後は男子や女子の成長を目の当たりにしながら、かつて男子時代に女子に行ったいたずらを、時には第三者の立場から、時には当事者になることによって後悔したり、現状を打破したい葛藤にさいなまれたりしながら、少しずつ精神的にも女の子になっていく。「自分はもう女の子である」という事実を、少女としての自分を受け入れ成長していく。

## 登場人物

### 主要人物
藤宮 明（ふじみや あきら）
主人公。切れ長の大きな目が特徴。7月21日生まれの蟹座。
小学校2年生までは「やんちゃな悪ガキ」という感じの少年だったが、「突発性性転換症候群」により、一夜にして少女の身体になってしまう。しかも元のクラスに溶け込むことは、もう出来なかった。
男子だったころに女子と対立していたため女子の輪には入れず、一方の男子からは好奇の目で見られた上、自分が女子にしたのと同じいじめをされたためである。
やむなく母方の祖母である早苗の元に引っ越し、別の小学校に通うことになった。
元のクラスに馴染めなかったことと、前述の、女子になって男子から受けた心無いいじめがトラウマになっており、「男子だったころ女子にした仕打ちが、彼女たちにとってどれほど嫌なこと、傷つくことだったか」を思い知って後悔している。それに加え、元男だと知られるのが（元いたクラスと同じことになるのが）怖く、そのせいで転校後はすっかりおとなしく引っ込み思案な性格になっている。小学五年生の林間学校で初潮を迎えた。
その後は、今のクラスメイトたちとの交流を通じて、少しずつ今の、少女としての自分に向き合うようになっている。結果として、中学入学前の時点で「男子に戻りたい」という気持ちはもう無くなっている。
しかし一方で「男だったころの自分を捨てたら、自分が自分でなくなるのではないか」と恐れる気持ちも有り、未だ完全には少女になり切れていない。
前述のトラウマや「元は男子」というコンプレックスから身だしなみには気を遣うようになり、第三者視点からは「美少女」と言われて良いルックスを備えるようになっていく。中学入学時点で、ストレートロングの美人と言うべき容姿になっており、周囲からもそう認識されている。
中学に上がってからは、女子を好奇心と（まだそこまで具体的ではないが）性欲でしか見ない男子と、そんな男子を小馬鹿にする女子、双方に対して若干のギャップを感じている。
名前は漢字の「明」であるが、家族やクラスメイトからはカタカナの「アキラ」、瑠海からはあだ名の「あーちゃん」で呼ばれることが多い。一人称は「オレ」と「私」で、最初のころや感情的になっている時、モノローグなどでは「オレ」を多く使い、人前では「私」を使うようにしている。Pixiv版では身体が女の子に変化してから、心と身体とのバランスが取れなくなったためか、度々おねしょをするようになり、母親の勧めもあって夜はおむつを履いて寝るようになった。
渡井 瑠海（わたい るみ）
アキラのクラスメイトの少女で、アキラとは一番の親友。学校では基本的にアキラといつも行動を共にしている。お団子頭がトレードマーク。まだ男子の行動原理や癖が抜けなかったころのアキラを、「おしゃれをしたら絶対に可愛い女の子」と見て、可愛い服や女子力を磨く本を貸すなど、何かと世話を焼いた。アキラが男だったらお付き合いしたい、と公言するほどアキラのことを気に入っている。まだ女の子らしさが身に付いていなかったアキラに女の子としての振る舞いを教えてくれた恩人でもある。アキラが小学五年生の林間学校で初潮を迎えた時も突然のことに動揺して震えていたアキラを助けてくれた。
その一方でアキラに対する独占欲も強く、そのせいで二人の仲がこじれそうになったこともある。
アキラも瑠海に対しては憧れの気持ちを持っており、彼女のような優しい人間になりたいと願うようになっている（アキラ自身、「瑠海がいなければ、女子になった直後のつらい時期を、乗り越えられたかどうかわからない」と自覚しており、第2巻の巻末近くで「今の私がいるのは瑠海のおかげ」と明言している）。

### 明の家族
川島 早苗（かわしま さなえ）
アキラの母方の祖母。アキラが転校した時点で54歳。夫（アキラの祖父）は既に死去している。
少女になってしまった孫を優しく見守っており、何があってもアキラの味方であると宣言している。女の子になったばかりで沈みがちだったアキラに料理を教え「食べなきゃ死んじゃうんだから、料理するのに男も女もない」と語っている。また、包丁を始めとした調理道具の正しい使い方を徹底して教えたようで、アキラは調理実習に参加した際、クラスメイトの危なっかしさに内心慌てていた。
藤宮 哉子（ふじみや やこ）
アキラの母親。アキラが小学1年の時、運動会の仮装競技で女装させられて非常に嫌がっていたことから、アキラの望みは男らしくすることであると考えている。しかしアキラ本人は、上記の通り男子に戻りたいという気持ちはもう無く、女子として頑張ろうとしており、結果としてすれ違い気味。わが子の悩みか実家住まいのためかは不明だが、年々肥えてきている。
藤宮 善久（ふじみや よしひさ）
アキラの父親。正式な登場は5巻で、過去の回想で数回登場しただけ。転校前は一緒に暮らしていたが、アキラが祖母の家に引っ越した時は一緒に来ておらず、札幌市内の元の家で単身赴任状態。基本的に放任主義で、アキラは苦手意識を持っている。小学校入学時にアキラのランドセルを買う際、龍柄のランドセルをねだるアキラに対し「そんなの持ってたら俺らが変な目で見られるだろ？」と怒鳴りつけており、息子より自身の世間体を気にするきらいがある。

### クラスメイト（小学校編）
石井 真由（いしい まゆ）
瑠海の友人で、髪留めと真ん中で分けた前髪が特徴の少女。鼻の左脇に小さなホクロがある。アキラとも仲良くなりたいと思っており、積極的に話しかけてきているが、そのぐいぐいくる性格からアキラには少し苦手意識を持たれている。クラスメイトの男子・中曽根と交際を始めるが、目撃した菊池たち男子に冷やかされた。
中学ではクラスは別々(3組)だが体育の授業が同じだったりテスト勉強で集まったりと交友は続いている。菊池を今でも恨んでおり、その心境を同性としてアキラに時々口走り、困らせることがある。
佐原 翔馬（さはら しょうま）
ツンツンした髪型と開いているのか閉じているのかわからない細目が特徴の男子。男子に対しても女子に対しても気遣いのできる性格で、アキラをかばった際に菊地 優斗に殴られても冷静にしていたりと、クラスの男子の中では比較的大人びている。
中学に上がってから男子としては早めの思春期に突入したようで、アキラを意識し、アキラが好きなカードゲームを始めたりしているが、ルールを把握していないなど空回りしている。アキラが利用している理髪店のおばちゃんの甥。卓球部に所属。
蛯原 江梨花（えびはら えりか）
翔馬と幼馴染で、江梨花自身はそれ以上の感情を持っている。アキラと瑠海の仲がこじれた際にはちゃんと本音を言うように注意し、瑠海と直接話ができるよう取り計らった。一方で翔馬がアキラに近づくことは嫌っており、アキラと瑠海の仲直りの労をとる時に、取引で翔馬に近づかないようお願いしている。中学1年生の秋、学園祭で翔馬に告白するが玉砕した（経緯や理由は語られなかったが、後に、翔馬が好きなのはアキラだったことが明らかになる）。
菊池 優斗（きくち ゆうと）
背が高く活発な男子。交際を始めた真由と相手の中曽根を冷やかし、諌めた（諫めようとして殴ってしまった）アキラに暴力を振るいかけて、庇った翔馬を殴ってしまう。後日アキラには謝ったが、真由にも謝ったかどうかは定かでなく、上記の通り真由からは未だに恨まれている。中学生編で、その時と同種の出来事に、今度は止める立場で関わることになる。
名取 香苗（なとり かなえ）
江梨花と一緒にいることが多く、性格はおとなしい。絵を描くのが得意で漫画家を目指している。
中曽根 健吾（なかそね けんご）
真由とつきあっている。中学生編でもクラスメイト。
桝川（ますかわ）
アキラの小学校時代の担任の先生。アキラに進学先を薦めたり、合唱コンクールの衣装のスカート姿を「自分で選んだのだから変じゃない」と評価するなど、優しく対応した。

### クラスメイト（中学校編）
クラスは1組で、2年生になっても変更はない。
三浦 詩音（みうら しおん）
中学で同じクラスになった女子。アキラや瑠海と同じ友達グループだが、アキラは当初から彼女に苦手意識を持っていた。
良くも悪くも思ったことをずけずけと口にする傾向があり、アキラに対して見下したような言動を取ることが多い。アキラを嫌っているわけではないが、中学校入学当初に瑠海との仲を割いたりした事件がある。その後アキラ達と和解はしたがアキラは納得していない。
東京などの大都市に憧れがあるようで、地元のイベントを敬遠する傾向もある。正月の餅つきイベントで分かったことだが、小学校時に祖母が入院した病院でアキラにワンピース（詩音に買ったのだが、サイズが合わなかったもの）を譲ってくれたおばちゃんの姪ッ子。
その後とある一件で、内心ではアキラと仲良くしたい本音と、周りに気を遣ってばかりいるアキラをじれったく思うからこそ辛く当たっていた心情が明らかになり、以後はアキラに対してストレートに好意を寄せるようになる。
藤木 葵（ふじき あおい）
中学で同じクラスになった女子。アキラにとって瑠海と並ぶ親友。
決闘王（作中のカードゲーム）を嗜むなど男子の遊びを好む子で、そこから想像出来る通りの、大雑把でガサツな性格（髪をきちんと整えることすらしない）。アキラと意気投合するが、それによって瑠海との関係がこじれた。しかしその後、アキラから瑠海とも友達になってとお願いされて無事３人とも仲良くなる。
光汰という弟がいる。バドミントン部に所属しており、太ったことを心配したアキラを誘う。
なお彼女の「女らしさを押し付けられることを拒否する」発言により、それまで「女の子になったんだから女らしくしなきゃいけないと、自分に言い聞かせてきた」アキラの心境に、変化が生ずることになる。
九十九 一樹（つくも かずき）
中学で同じクラスになった男子。目つきが鋭く一見不良少年に見えるが、それは外見と喧嘩っ早さのためで、根は純真。ドッヂボールが大好きで翔馬と授業中に本気で投げ合いをしている。すぐカッとなる自分を変えたいと思っている。家庭科の授業で1人実習に参加せずサボっている（実は何していいかわからないだけの）時に、アキラから声をかけてもらい、その時から少しずつアキラを意識し始めている。
氷見 大智（ひょうみ だいち）
中学で同じクラスになったスポーツ刈りの色黒男子。
津田 夏美（つだ なつみ）
中学で同じクラスになった女子。明るく元気で気が強い一方で、周囲に気を配れる優等生でもある。
九十九と同じ小学校出身で九十九を怖がらない。詩音の幼馴染でもあり、困った奴と思いつつも腐れ縁の友達として近い距離間で接している。何かと悩みがちなアキラのことも気にかけて助け船を出してくれることが多い。
ルックスも魅力的であり、特に自他共に認める大きなバストが自慢。
野木 心愛（のぎ ここあ）
中学で同じクラスになった女子。跳ね上がったリボンが特徴。
明るく賑やかな性格で男子人気も高い。アキラと話をしたいという他のクラスの女子(花)を紹介してくる。
望月 大和（もちづき やまと）
大地と心愛を巡って争っている。
飯塚（いいづか）
1組の担任教師。担当科目は国語。

### その他の人々
渡井 満流（わたい みちる）
瑠海の姉で6歳年上。妹と趣味が似ているのか、アキラを可愛がるのが好き。瑠海の自慢の姉で憧れの存在。中学生編以降は、家を出てひとり暮らしを始めている。
岡部（おかべ）
アキラが定期健診で通う病院の女性看護師。アキラにとって数少ない、本音を全てさらけ出せるお姉ちゃん的な存在。
アキラを（病気のことを知った上で）女の子として見ており、それをアキラへの配慮不足と思われて、アキラの主治医や母親から注意を受けたことがある。
アキラにお願いされて三つ編みなど髪の結び方やムダ毛の処理を教えたり、一緒に水着を買いに行ったりと彼女のことを気にかけている。しかし、アキラに似合う水着を選んだ結果、中学生としては攻めすぎた（露出度の高い）ものとなり、アキラの母が持たせたラッシュガードで急場をしのぐ形となった。
看護師として忙しい生活をしているためか、シャンプーなど生活用品はかなりの高級品を使っている。
佐原 純子（さはら じゅんこ）
アキラが普段利用する理髪店を経営している、中年の女性。上記の佐原翔馬の叔母にあたり、目が細いのが翔馬と共通している。
後藤 美羽（ごとう みう）
アキラが小学6年になった年に入学してきた新入生。かつて病院で貰い物のワンピースを着たアキラを目撃しており、年上の女子として憧れている。小児喘息を患っており、早く大人になりたがっている。折り紙が得意でアキラと一緒にやったこともある。
なお彼女に「大人になったら何になりたいの？」と問われた時、アキラは答えられなかった（女の子になって以来、目の前のことだけで精一杯で、そこまで考えていなかった）。
島崎 奈々（しまざき なな）
アキラが男子だったころの小学校のクラスメイトであり、幼馴染み。小学校に上がる前は親が（冗談交じりで）将来2人を結婚させることを考えるくらい仲が良かった。アキラが女子化する前に行った最後の女子へのいたずらは彼女へのスカートめくり。
アキラにとって奈々との思い出や記憶は男子だったころの悔恨かつトラウマとなっていて、中学に進学した後も、心のどこかにその気持ちは残り続けている様子。
村山 千歳（むらやま ちとせ）
旧姓・川島。アキラの母親の妹、つまり叔母で、顔立ちは今のアキラと似ている。既婚者で、アキラより7歳下の息子が1人、性別不詳の赤ん坊が1人いる。アキラがかつて男の子だったことを、当然ながら知っている。
村山 伊吹（むらやま いぶき）
千歳の息子、つまりアキラの従弟。アキラより7歳年下で、外見は男の子だったころのアキラに似ている。
八木沢 花（やぎさわ はな）
3組の女子生徒。心愛の紹介でアキラと交流するようになる。
園田（そのだ）
バドミントン部の顧問を務める教師。アキラに正式に入部を勧める。
庄司 アキノリ（しょうじ アキノリ）
中学の生徒指導室で紹介され、リモートで話した相手。東京都内に在住。アキラと同じ病気で、男子→女子になった人物。アキラより1歳年上だが、女子になってまだ3年で、外見は未だ男子寄り。アキラとは違って、周囲は皆事情を知っており、転校もしていない。

## 書誌情報
- 佐藤はつき 『オレが私になるまで』 KADOKAWA〈MFコミックス〉、既刊5巻（2024年6月21日現在）
  1. 2019年6月22日発売、ISBN 978-4-04-065714-1
  2. 2019年11月22日発売、ISBN 978-4-04-064198-0
  3. 2020年8月21日発売、ISBN 978-4-04-064615-2
  4. 2021年12月22日発売、ISBN 978-4-04-680989-6
  5. 2024年6月21日発売、ISBN 978-4-04-682274-1